# Братовец
Братовец — деревня в Шекснинском районе Вологодской области.
Входит в состав сельского поселения Никольского, с точки зрения административно-территориального деления — в Никольский сельсовет.
Расстояние по автодороге до районного центра Шексны — 2,5 км, до центра муниципального образования Прогресса — 1,6 км. Ближайшие населённые пункты — Дриблево, Екимовское, Чагино, Кренево, Костинское, Прогресс, Деменское.
По переписи 2002 года население — 32 человека (16 мужчин, 16 женщин). Преобладающая национальность — русские (94 %).